# HVM Racing
HVM Racing is een Amerikaans raceteam dat deelneemt aan de IndyCar Series. Tot 2007 nam het deel aan de Champ Car series. Het werd opgericht door voormalig coureur Tony Bettenhausen Jr. Het team had de naam Bettenhausen Racing. In 2000 overleed Bettenhausen tijdens een vliegtuigcrash en werd het team overgenomen door voormalig Formule 1 Pacific Racing team eigenaar Keith Wiggins. In 2001 werd de naam van het team veranderd naar Herdez Racing. In 2006 werd Paul Stoddart, de teambaas van het voormalige Formule 1 team Minardi, mede-eigenaar en werd het team in 2007 omgevormd tot Minardi Team USA. Vanaf 2008 neemt het team deel aan de IndyCar Series onder de naam HVM Racing.

## Champ Car
Het team werd vanaf 2000 gerund door Keith Wiggins na het overlijden van Tony Bettenhausen Jr. Dat jaar en het jaar dat erop volgende was Michel Jourdain Jr. de rijder in het team. Zijn beste prestatie was een derde plaats tijdens de race van Michigan in 2001. In 2002 werd hij vervangen door de Mexicaan Mario Domínguez. Hij won de race op Surfers Paradise en werd Rookie van het jaar. In 2003 zette het team een tweede wagen in met Roberto Moreno als nieuwe rijder. Domínguez en Moreno haalden een dubbelslag voor het team wanneer ze in Miami respectievelijk eerste en tweede werden in de race. Domínguez eindigde op een zesde plaats in het eindklassement van het kampioenschap. In 2004 werd Moreno vervangen door Ryan Hunter-Reay, die won op de Milwaukee Mile. Domínguez haalde drie keer het podium en werd vijfde in de eindstand. 2005 werd een moeilijk jaar. Door gebrek aan sponsoren werden er geen noemenswaardige resultaten behaald. In 2006 werden de Fransman Nelson Philippe en de Brit Dan Clarke als rijders binnengehaald in het team. De Fransman won de race in Surfers Paradise en werd vierde in het kampioenschap. Nederlander Robert Doornbos reed samen met ploeggenoot Dan Clarke het laatste Champ Car seizoen. Doornbos won de races op Mont-Tremblant en San José en eindigde op de derde plaats in de eindstand van het kampioenschap, wat hem de trofee Rookie van het jaar opleverde.

## IndyCar Series
Vanaf 2008 neemt het team deel aan de IndyCar Series met Venezolaans coureur Ernesto Viso. Zijn beste resultaat was een vierde plaats op het stratencircuit van Saint Petersburg. Hij werd achttiende in de eindstand van het kampioenschap. Hij is ook de rijder voor 2009 in het team.
Halverwege het seizoen 2009 keert Robert Doornbos terug naar het team, waar hij in 2007 het Champ Car kampioenschap had gereden, toen het team de naam Minardi Team USA had. Simona De Silvestro gaat in 2010 voor het team rijden.